# Governació de Tataouine
La governació o wilaya de Tataouine (àrab: ولاية تطاوين, wilāyat Taṭṭawīn) és una divisió administrativa de primer nivell de Tunísia situada a l'extrem sud del país. La capital n'és la ciutat de Tataouine. Limita a l'est amb Líbia i a l'oest amb Algèria, i té al nord i nord-est les governacions de Médenine i Kébili. El seu territori forma la major part de la plana de Djaffara, que es perllonga cap a la governació de Gabès i ocupa també la de Médenine. Té una superfície de 38.889 km² i una població aproximada de 144.700 habitants l'any 2008 (143.900, l'any 2005).

## Economia
En el seu territori, hi ha l'important camp petrolífer d'El Borma, amb una producció de catorze milions de barrils a l'any.
L'activitat principal, però, n'és l'agricultura, amb oliveres i llegums a les zones cultivables. La indústria està molt poc desenvolupada i només hi ha la zona industrial anomenada «7 de novembre», a la capital, i una altra de planejada a la carretera de Smar.
El turisme és incipient, però es visiten els ksars saharians situats majoritàriament a l'oest i sud de la capital i les antigues viles oasis dels pobles amazics. Els ksars foren construïts pels àrabs que hi emigraren provinents de l'est, que es van establir a les planes on hi havia aigua per a l'activitat agrícola. Es tracta d'unes fortaleses per protegir les collites contra els pobladors amazics. El 1903 la població va abandonar els seus assentaments i la vida nòmada i es va fundar la ciutat de Tataouine, que en llengua amaziga vol dir ‘font d'aigua’.

## Organització administrativa
La governació fou creada el 20 de gener de 1981 amb territoris segregats de la governació de Médenine.
El seu codi geogràfic és 53 (ISO 3166-2:TN-12).

### Delegacions
Està dividida en set delegacions o mutamadiyyes i 64 sectors o imades:
- Tataouine Nord (53 51)
  - En-Nozha (53 51 51)
  - Ettadhamen (53 51 52)
  - En-Nasr (53 51 53)
  - Oued El Gemah (53 51 54)
  - Berourmet (53 51 55)
  - Telelt (53 51 56)
  - Oued El Ghar (53 51 57)
  - El Maouna (53 51 58)
  - Ezzahra (53 51 59)
  - Gattoufa (53 51 60)
  - Khetma (53 51 61)
  - Essâada (53 51 62)
  - El Galâa Est (53 51 63)
  - El Galâa Ouest (53 51 64)
  - Beni Belal (53 51 65)
- Tataouine Sud (53 52)
  - Tataouine Ville (53 52 51)
  - Tataouine Superieure (53 52 52)
  - El Maztouria Sud (53 52 53)
  - El Maztouria Nord (53 52 54)
  - Gharghar (53 52 55)
  - Cité El Barr (53 52 56)
  - Ksar El Moukabala (53 52 57)
  - Nouvelle Chnini (53 52 58)
  - Chenini (53 52 59)
  - Eddouiret (53 52 60)
  - El Mesreb (53 52 61)
  - Erroghba (53 52 62)
  - Ras El Ouedi (53 52 63)
  - Bir Thalathine (53 52 64)
  - Beni Barka - Tounket (53 52 65)
- Smar (53 53)
  - Kerchaou (53 53 51)
  - Smar (53 53 52)
  - El Ghariani (53 53 53)
  - Errahech (53 53 54)
  - El Morra (53 53 55)
  - Ksar Aoun (53 53 56)
  - Ksar Mehira (53 53 57)
  - Beni Mehira Est (53 53 58)
- Bir Lahmar (53 54)
  - Bir Lahmar Est (53 54 51)
  - Bir Lahmar Ouest (53 54 52)
  - Sened (53 54 53)
  - El Argoub (53 54 54)
  - Grager (53 54 55)
  - El Medina (53 54 56)
  - El Bassatine (53 54 57)
- Ghomrasen (53 55)
  - Ghomrassen (53 55 51)
  - El Ouaha (53 55 52)
  - Ezzouhour (53 55 53)
  - El Ghordhab (53 55 54)
  - El Ferch (53 55 55)
  - Guermassa (53 55 56)
  - Ksar El Haddada (53 55 57)
  - Nouvelle Medina (53 55 58)
  - Ksar El Mourabitine (53 55 59)
  - Oued El Khil (53 55 60)
- Dhehibia (53 56)
  - Dhehbia Est (53 56 51)
  - Dhehbia Ouest (53 56 52)
- Remada (53 57)
  - Rémada Est (53 57 51)
  - Rémada Ouest (53 57 52)
  - Nekrif (53 57 53)
  - Kenbout (53 57 54)
  - Bir Amir (53 57 55)
  - Borj El Khadhra (53 57 56)
  - Meghani (53 57 57)

### Municipalitats
Està dividida en cinc municipalitats o baladiyyes:
- Tataouine (53 11)
- Bir Lahmar (53 12)
- Ghomrassen (53 13)
- Dhehiba (53 14)
- Remada (53 15)
- Smar (53 16)